# Hemipenthes praecisus
Hemipenthes praecisus är en tvåvingeart som först beskrevs av Friedrich Hermann Loew 1869.  Hemipenthes praecisus ingår i släktet Hemipenthes och familjen svävflugor. Inga underarter finns listade i Catalogue of Life.